# Доманове (Брянська область)
Доманове (рос. Доманово) — присілок в Дятьковському районі Брянської області Російської Федерації.
Населення становить 149 осіб. Входить до складу муніципального утворення Верховське сільське поселення.

## Історія
Від 2005 року входить до складу муніципального утворення Верховське сільське поселення.

## Населення
| 2010 | 2013 |
| ---- | ---- |
| 142  | ↗149 |